# Analiză funcțională

Unul dintre modurile posibile de vibrație a unui cap de tobă circular ideal. Aceste moduri sunt funcții proprii ale unui operator liniar pe un spațiu funcțional, o construcție uzuală în analiza funcțională.

Analiza funcțională este o ramură a analizei matematice al cărei nucleu este format din studiul spațiilor vectoriale înzestrate cu un tip de structură legată de limită (de exemplu produs scalar, normă sau topologie) și funcțiile liniare definite pe aceste spații ce respectă aceste structuri. Rădăcinile istorice ale analizei funcționale se află în studiul spațiilor de funcții și formularea proprietăților transformărilor de funcții precum transformata Fourier ca transformări care definesc, de exemplu, operatori continui sau unitari între spații de funcții. Acest punct de vedere s-a dovedit a fi deosebit de util pentru studiul ecuațiilor diferențiale și integrale.
Utilizarea cuvântului funcțională ca substantiv provine din calculul variațional, însemnând o funcție al cărei argument este o funcție. Termenul a fost folosit pentru prima dată în cartea lui Hadamard din 1910 despre acest subiect. Cu toate acestea, conceptul general de funcțională a fost introdus anterior în 1887 de către matematicianul și fizicianul italian Vito Volterra. Teoria funcționalelor neliniare a fost continuată de studenții lui Hadamard, în particular Fréchet și Lévy. Hadamard a fondat și școala modernă de analiză funcțională liniară dezvoltată în continuare de Riesz și de grupul de matematicieni polonezi din cercul lui Stefan Banach.
În textele introductive moderne de analiză funcțională, subiectul este văzut drept studiul spațiilor vectoriale înzestrate cu o topologie, în particular spații infinit dimensionale. În contrast, algebra liniară se ocupă în principal cu spații finit dimensionale și nu utilizează topologia. O parte importantă a analizei funcționale este extinderea teoriilor legate de măsură, integrare și probabilitate la spații infinit dimensionale, cunoscută și sub denumirea de analiză infinit dimensională.

## Spații vectoriale normate
Clasa fundamentală și primordială de spații studiată în analiza funcțională constă în spații vectoriale normate complete peste corpul numerelor reale sau complexe. Aceste spații se numesc spații Banach. Un exemplu important este un spațiu Hilbert, unde norma ia naștere dintr-un produs scalar. Aceste spații sunt de o importanță fundamentală în multe domenii, incluzând formularea matematică a mecanicii cuantice, învățarea automată, ecuațiile cu derivate parțiale și analiza Fourier.
Mai general, analiza funcțională include studiul spațiilor Fréchet și al altor spații vectoriale topologice neînzestrate cu o normă.
Un obiect important de studiu în analiza funcțională îl reprezintă operatorii liniari continui definiți pe spațiile Banach și Hilbert. Aceștia conduc în mod natural la definirea C*-algebrelor și a altor algebre de operatori.

### Spații Hilbert
Spațiile Hilbert pot fi complet clasificate: există un unic spațiu Hilbert până la izomorfism pentru fiecare cardinal al bazei ortonormate. Spațiile Hilbert finit dimensionale sunt pe deplin înțelese în algebra liniară, iar spațiile Hilbert separabile infinit dimensionale sunt izomorfe cu {\displaystyle \ell ^{\,2}(\aleph _{0})\,}. Separabilitatea fiind importantă pentru aplicații, analiza funcțională a spațiilor Hilbert se ocupă în mare parte de acest spațiu. Una dintre problemele deschise în analiza funcțională este aceea de a demonstra că orice operator liniar mărginit pe un spațiu Hilbert are un subspațiu invariant propriu. Multe cazuri speciale ale acestei probleme de subspațiu invariante au fost deja demonstrate.

### Spații Banach
Exemple de spații Banach sunt spațiile {\displaystyle L^{p}} pentru orice număr real {\displaystyle p\geq 1}. Fiind dată și o măsură {\displaystyle \mu } pe mulțimea {\displaystyle X}, atunci {\displaystyle L^{p}(X)}, uneori notat de asemenea {\displaystyle L^{p}(X,\mu )} sau {\displaystyle L^{p}(\mu )}, are ca vectori clase de echivalență {\displaystyle [\,f\,]} de funcții măsurabile a căror putere a {\displaystyle p}-a a valorii absolute are integrală finită; adică funcții {\displaystyle f} pentru care are loc {\displaystyle \int _{X}\left|f(x)\right|^{p}\,d\mu (x)<\infty .}Dacă {\displaystyle \mu } este măsura de numărare, atunci integrala poate fi înlocuită cu o sumă. Adică se impune {\displaystyle \sum _{x\in X}\left|f(x)\right|^{p}<\infty .}Atunci nu este necesar să se lucreze cu clase de echivalență, iar spațiul este notat cu {\displaystyle \ell ^{p}(X)}, scris mai simplu {\displaystyle \ell ^{p}} în cazul în care {\displaystyle X} este mulțimea numerelor întregi nenegative.
În spațiile Banach, o mare parte a studiului implică spațiul dual: spațiul tuturor aplicațiilor liniare continue din spațiu în corpul său subiacent, așa-numitele funcționale. Un spațiu Banach poate fi identificat în mod canonic cu un subspațiu al bidualului său, care este dualul spațiului său dual. Aplicația corespunzătoare este o izometrie, dar în general nu surjectivă. Un spațiu Banach general și bidualul său nu sunt neapărat izometric izomorfe în vreun fel, spre deosebire de cazul finit dimensional. Acest lucru este explicat în articolul despre spațiul dual.
De asemenea, noțiunea de derivată poate fi extinsă la funcții arbitrare între spațiile Banach. A se vedea, de exemplu, articolul Derivată Fréchet.

## Rezultate majore și fundamentale
Există patru teoreme majore care sunt uneori numite cei patru piloni ai analizei funcționale:
- teorema Hahn-Banach
- teorema aplicației deschise
- teorema graficului închis
- principiul mărginirii uniforme, cunoscut și sub numele de teorema Banach-Steinhaus.

Rezultatele importante ale analizei funcționale includ:

### Principiul mărginirii uniforme
Principiul mărginirii uniforme, sau teorema Banach-Steinhaus, este unul dintre rezultatele fundamentale ale analizei funcționale. Împreună cu teorema Hahn-Banach și teorema aplicației deschise, este considerată una dintre pietrele de temelie ale domeniului. În forma sa de bază, acesta afirmă că pentru o familie de operatori liniari continui (și deci operatori mărginiți) al căror domeniu este un spațiu Banach, mărginirea punctuală este echivalentă cu mărginirea uniformă în norma operatorului.
Teorema a fost publicată pentru prima dată în 1927 de Stefan Banach și Hugo Steinhaus, dar a fost demonstrată independent și de Hans Hahn.
Teoremă (Principiul mărginirii uniforme) — Fie {\displaystyle X} un spațiu Banach și {\displaystyle Y} un spațiu vectorial normat. Presupunem că {\displaystyle F} este o colecție de operatori liniari continui de la {\displaystyle X} la {\displaystyle Y}. Dacă pentru orice {\displaystyle x} din {\displaystyle X} are loc 
{\displaystyle \sup \nolimits _{T\in F}\|T(x)\|_{Y}<\infty ,}
atunci
{\displaystyle \sup \nolimits _{T\in F}\|T\|_{B(X,Y)}<\infty .}

### Teorema spectrală
Există multe teoreme cunoscute sub numele de teorema spectrală, dar una în particular are multe aplicații în analiza funcțională.
Teorema spectrală — Fie {\displaystyle A}  un operator mărginit autoadjunct pe un spațiu Hilbert {\displaystyle H}. Atunci există un spațiu cu măsură {\displaystyle (X,\Sigma ,\mu )} și o funcție {\displaystyle f} măsurabilă cu valori reale esențial mărginită pe {\displaystyle X} și un operator unitar {\displaystyle U:H\to L_{\mu }^{2}(X)} astfel încât
{\displaystyle U^{*}TU=A,}
unde T este operatorul de înmulțire:
{\displaystyle [T\varphi ](x)=f(x)\varphi (x).}
și {\displaystyle \|T\|=\|f\|_{\infty }.}
Acesta este începutul vastei arii de cercetare a analizei funcționale numită teoria operatorilor; a se vedea și măsura spectrală.
Există, de asemenea, o teoremă spectrală analoagă pentru operatorii normali mărginiți pe spații Hilbert. Singura diferență la concluzie este că acum {\displaystyle f} poate lua valori complexe.

### Teorema Hahn-Banach
Teorema Hahn-Banach este un instrument central în analiza funcțională. Aceasta permite extinderea funcționalelor liniare mărginite definite pe un subspațiu al unui spațiu vectorial la întreg spațiul și, totodată, arată că există „suficiente” funcționale liniare continue definite pe fiecare spațiu vectorial normat încât să facă studiul spațiului dual „interesant”.
Hahn–Banach theorem: — Dacă {\displaystyle p:V\to \mathbb {R} } este o funcție subliniară, iar {\displaystyle \varphi :U\to \mathbb {R} } este o funcțională liniară pe un subspațiu liniar {\displaystyle U\subseteq V} care este dominată de {\displaystyle p} pe {\displaystyle U}; adică,
{\displaystyle \varphi (x)\leq p(x)\qquad \forall x\in U}
atunci există o extindere liniară {\displaystyle \psi :V\to \mathbb {R} } a lui {\displaystyle \varphi } la întreg spațiul {\displaystyle V} care este dominată de {\displaystyle p} pe {\displaystyle V}; adică, există o funcțională liniară {\displaystyle \psi } astfel încât
{\displaystyle {\begin{aligned}\psi (x)&=\varphi (x)&\forall x\in U,\\\psi (x)&\leq p(x)&\forall x\in V.\end{aligned}}}
Teorema aplicației deschise, cunoscută și sub denumirea de teorema Banach-Schauder (numită după Stefan Banach și Juliusz Schauder), este un rezultat fundamental care afirmă că dacă un operator liniar continuu între spații Banach este surjectiv, atunci este o aplicație deschisă. Mai exact, 
Teorema aplicației deschise — Dacă {\displaystyle X} și {\displaystyle Y} sunt spații Banach și {\displaystyle A:X\to Y} este un operator liniar continuu surjectiv, atunci {\displaystyle A} este o aplicație liniară (adică, dacă {\displaystyle U} este o mulțime deschisă în {\displaystyle X}, atunci {\displaystyle A(U)} este deschisă în {\displaystyle Y}).
Demonstrația folosește teorema lui Baire, iar completitudinea ambelor spații {\displaystyle X} și {\displaystyle Y} este esențială pentru teoremă. Afirmația teoremei nu mai este adevărată dacă unul dintre spații este presupus a fi doar un spațiu normat, dar este adevărată dacă {\displaystyle X} și {\displaystyle Y} sunt considerate spații Fréchet.

### Teorema graficului închis
Teorema graficului închis — Dacă {\displaystyle X} este un spațiu topologic și {\displaystyle Y} este un spațiu compact Hausdorff, atunci graficul unei aplicații liniare {\displaystyle T} din {\displaystyle X} la {\displaystyle Y} este închis dacă și numai dacă {\displaystyle T} este continuu.

## Fundamentele considerentelor matematice
Majoritatea spațiilor considerate în analiza funcțională au dimensiune infinită. Pentru a arăta existența unei baze de spațiu vectorial pentru astfel de spații poate fi necesară lema lui Zorn. Cu toate acestea, un concept oarecum diferit, baza Schauder, este de obicei mai relevant în analiza funcțională. Multe teoreme necesită teorema Hahn-Banach, de obicei demonstrată folosind axioma alegerii, deși este suficientă teorema idealului prim într-o algebră Boole, care este mai slabă. Teorema lui Baire, necesară pentru a demonstra multe teoreme importante, necesită, de asemenea, o formă a axiomei alegerii.

## Puncte de vedere
Analiza funcțională include următoarele tendințe:
- Analiza abstractă. O abordare a analizei bazată pe grupuri topologice, inele topologice și spații vectoriale topologice.
- Geometria spațiilor Banach conține multe subiecte. Unul este abordarea combinatorială legată de Jean Bourgain ; altul este o caracterizare a spațiilor Banach în care sunt valabile diverse forme ale legii numerelor mari.
- Geometria necomutativă. Dezvoltată de Alain Connes, bazându-se parțial pe noțiuni anterioare, cum ar fi abordarea lui George Mackey asupra teoriei ergodice.
- Legătura cu mecanica cuantică. Fie definită în mod restrâns ca în fizica matematică, fie interpretată pe scară largă, spre exemplu, de Israel Gelfand, pentru a include majoritatea tipurilor de teoria reprezentării.

## Vezi si
- Listă de subiecte de analiză funcțională
- Teorie spectrală